# 大阪府立登美丘高等学校
大阪府立登美丘高等学校（おおさかふりつ とみおか こうとうがっこう、英: Osaka Prefectural Tomioka High School）は、大阪府堺市東区にある公立の高等学校。

## 概要
全日制普通科を設置する。
1924年に設置された実践女学校を前身とし、1941年に高等女学校に改編されたのち、1948年に新制の普通科高等学校となった。1952年に現在地に移転し、現校名に改称している。

## 沿革

### 旧制学校時代
南河内郡黒山村・平尾村・丹南村・丹比村・野田村・大草村・日置荘村の7ヶ村 で作る学校組合は1924年3月22日、高等実践女学校の開設を決議した。新設の学校は、7ヶ村の学校組合立として黒山村大字阿弥 に設置していた大阪府黒山実業学校（現在の大阪府立農芸高等学校）の女子部を母体にして発展させる形とした。
1924年に文部省告示により大阪府黒山実践女学校の開設が認可され、同年7月に本科4年制・専攻科1年制の学校として開校した。
開設当初は黒山高等小学校および黒山実業学校と校舎を共有していた。1927年から1928年にかけて黒山村大字阿弥81番地、黒山高等小学校・黒山実業学校南側の隣接地に独立校舎を建て、1928年に移転している。当時の校舎は、大阪市愛日尋常小学校（のちの大阪市立愛日小学校）の旧校舎を移築したものだった。
また1925年には泉北郡百舌鳥村・深井村・東陶器村・西陶器村および南河内郡南八下村の5ヶ村 が学校組合に加入し、12ヶ村の学校組合となった。
志願者や生徒数が増加したために学校経費が増大し、学校組合で運営する方式では経済的に困難になりつつあったことから大阪府への移管の声が高まった。1929年に学校組合を解消して大阪府に移管し、大阪府立黒山高等実践女学校となった。
1941年には5年制高等女学校の大阪府立黒山高等女学校へと改編された。1943年には戦時措置に伴う中等学校令により4年制に短縮されたが、終戦直後には5年制に復帰している。
校歌は安西冬衛が作詞を手がけている。

### 新制高等学校
学制改革により、1947年には高等女学校2・3年生徒を新制中学校に移行させる形で併設中学校を開設し（1949年閉鎖）、1948年には大阪府立黒山高等学校へと改編された。近隣に生徒交流のできる旧制中学校がなかったため、入学試験で新入生を募集する形で男女共学を実施した。翌1949年に初めての男子生徒が入学したことで、男女共学が実質的に開始された。
また1948年には、校舎を新制中学校・学校組合立黒山中学校 に明け渡すことになった。これに伴い黒山高等学校は、黒山村大字北余部にあった大阪府立農芸高等学校 の校舎の一部を間借りすることになった。
大阪府は、黒山高等学校と農芸高等学校を統合して総合制高等学校にする案を検討していた。黒山高等学校側は了承したものの、農芸高等学校側が独立校としての存続を強く希望したため、この案は実現しなかった。このため、黒山高等学校は独立校舎に移転することを検討した。既設の私立高校の買収・公立移管によって私学と統合する形での移転も検討され、初芝高等学校と交渉に入ったとされるが、買収案は実現しなかった。また独立校舎の新設を検討し、設置場所をめぐっていろいろな案が出た末、最終的には南河内郡登美丘町大字西野（現在地）に独立校舎を新設することを決定した。
1952年4月に現在地に校舎が完成して移転している。移転と同時に現在の校名・大阪府立登美丘高等学校に改称している。

### 年表
- 1924年7月7日 - 大阪府南河内郡黒山村外六ケ村学校組合立黒山実践女学校開校。
- 1929年 4月1日 - 大阪府に移管。大阪府立黒山高等実践女学校に改編。
- 1941年4月1日 - 大阪府立黒山高等女学校に改編。
- 1948年4月1日 - 、学制改革により新制の高校大阪府立黒山高等学校に改編。大阪府立農芸高等学校内に移転。
- 1952年4月1日 - 南河内郡登美丘町に移転（現在地）、大阪府立登美丘高等学校に改称。

## 部活動
ダンス部は2010年代、全国高等学校ダンス部選手権で全国優勝などの成績を修めるなどしている。さまざまな音楽番組にも出演し、平野ノラや荻野目洋子のバックダンサーとしても活動した。2017年の第59回日本レコード大賞特別賞を受賞、同年の第68回NHK紅白歌合戦で郷ひろみのバックダンサーとして出場するなどの活動もおこなった。

## 出身者

### 芸能
- akane - 振付師。在学中にダンス部を創設。同部コーチを2019年まで務めた。
- 伊原六花 - 女優・歌手。在学時、ダンス部キャプテン。
- 橋本真依 - 歌手・ダンサー
- 土佐拓也 - シンガーソングライター
- 西川晴菜 - NGT48メンバー

### スポーツ
- 北田雄夫 - アドベンチャーランナー。日本人初の世界7大陸完走者
- 藤井栄治 - 元プロ野球選手（阪神タイガース、阪急ブレーブス）

### 実業
- 石川祝男 - バンダイナムコホールディングス代表取締役社長